# Станис Баратеон
Станис Баратеон (енгл. Stannis Baratheon) је измишљени лик из серије епско-фантастичних романа Песма леда и ватре америчког аутора Џорџа Р. Р. Мартина и њене телевизијске адаптације Игра престола. Други је син Стефона Баратеона и Касане Естермонт, као и брат Роберта, краља Седам краљевстава и Ренлија, господара Крајолуја. Он је господар Змајкамена, а након смрти свог старијег брата, постаје претендент на Гвоздени престо Вестероса и кључни играч у каснијем грађанском рату. Станисове циљеве често ометају недостатак људи и ресурса, због његове непопуларности међу другим племићким породицама. Стога се мора ослањати на савете стране свештенице Мелисандре и бившег шверцера Давоса Сиворта, ког касније унапређује у краљеву десницу. Станис се често бори да побегне из сенке своја два харизматичнија брата, посебно Роберта.
Иако се први пут помиње у роману Игра престола из 1996. године, Станис се званично појавио у романима Судар краљева (1998), Олуја мачева (2000) и Плес са змајевима (2011). У децембру 2011. Мартин је објавио део поглавља из још недовршеног шестог романа Ветрови зиме, испричаног из угла Теона Грејџоја, које је потврдило Станисов повратак.
У HBO-овој телевизијској адаптацији серијала, Станиса је тумачио енглески глумац Стивен Дилејн, који је добио значајне похвале за своју изведбу. Станис је лик који изазива поделе међу обожаваоцима књига и телевизијске серије, уживајући велику популарност због своје посвећености правди и статуса аутсајдера, као и противљење због свог непопустљивог става према Гвозденом престолу. Посебну пажњу је добио због разлика у својој карактеризацији између романа и серије, посебно током пете сезоне.